# Đoàn Kiến Quốc
Đoàn Kiến Quốc (sinh ngày 24 tháng 3 năm 1979 tại Nha Trang, Phú Khánh) là vận động viên bóng bàn người Việt Nam. Anh từng nắm giữ thứ hạng 171 của Liên đoàn Bóng bàn Quốc tế và hai lần liên tiếp được góp mặt ở Thế vận hội Mùa hè.

## Sự nghiệp

### Tuổi thơ
Đoàn Kiến Quốc sinh ra trong một gia đình mà cả nhà đều yêu thích bóng bàn. Vì lý do đó mà ngay khi ở tuổi mẫu giáo Kiến Quốc đã biết cách cầm vợt. Năm 7 tuổi, anh thường đi theo anh trai mình trong các buổi tập của vận động viên năng khiếu tỉnh Phú Khánh, chủ yếu là để nhặt bóng cho các anh chị lớn tập. Đến một ngày huấn luyện viên cho anh thử sức và bất ngờ nhận anh vào tập luyện.

### Thi đấu trong nước
Kiến Quốc đã bắt đầu thi đấu cho đơn vị tỉnh Khánh Hòa từ các giải ở lứa tuổi nhi đồng, thiếu niên cho đến Giải Cây vợt trẻ. Sau đó, anh bước vào con đường thi đấu chuyên nghiệp, tham dự ở Giải Đội mạnh cùng với Giải Vô địch Bóng bàn toàn quốc Báo Nhân dân. Do quá bận rộn với việc thi đấu nên mãi đến năm 2003, tức là lúc 24 tuổi, anh mới có được tấm bằng bổ túc Trung học Phổ thông. Sau 20 năm cống hiến cho Khánh Hòa, vào ngày 24 tháng 3 năm 2009 anh đã nộp đơn xin nghỉ tập luyện và thi đấu.
Sau đó, anh về đầu quân cho Câu lạc bộ bóng bàn Petro Việt Nam. Kiến Quốc cũng đã được tuyển thẳng vào Đại học Thể dục Thể thao Bắc Ninh khóa tại chức hệ 5 năm. Tuy nhiên do phải thường xuyên tham dự các giải đấu trong nước và quốc tế nên anh có rất ít thời gian để theo học. Sau ba năm thi đấu cho Petro Việt Nam Kiến Quốc đã quyết định không ký tiếp hợp đồng mặc dù câu lạc bộ đã mời anh tiếp tục gắn bó trong vai trò vận động viên lẫn huấn luyện viên.
Từ tháng 11 năm 2012, anh rơi vào cảnh thất nghiệp. Đến tháng 2 năm 2013, Kiến Quốc quyết định trở về đầu quân cho Khánh Hòa với mong muốn được gần gũi với gia đình tại Nha Trang cũng như góp phần giúp cho bóng bàn Khánh Hòa vượt qua giai đoạn khủng hoảng.
Tại giải vô địch bóng bàn toàn quốc Báo Nhân dân lần thứ 31 tranh Cúp Dầu khí Việt Nam - Đạm Cà Mau tại Thành phố Đà Lạt, tỉnh Lâm Đồng, Kiến Quốc đã thất bại ở trận chung kết diễn ra vào ngày 28 tháng 4 năm 2013 trước tay vợt Dương Văn Nam của đơn vị Quân đội với tỷ số 1-4 và đành chấp nhận chiếc huy chương bạc.

### Thi đấu quốc tế

#### Đại hội Thể thao Đông Nam Á
Tại Đại hội Thể thao Đông Nam Á 2005 được tổ chức ở Manila, Philippines, Kiến Quốc đã giành được tấm huy chương bạc ở nội dung đồng đội sau khi thất bại trước đội tuyển Singapore ở chung kết. Bốn năm sau, tại SEA Games 25 ở Viêng Chăn, Lào, anh đã xuất sắc giành được tấm huy chương vàng đầu tiên tại một kỳ SEA Games khi cùng với người đồng đội Đinh Quang Linh vượt qua cặp đôi người Singapore Gao Ning và Yang Zi ở trận chung kết nội dung đôi nam.
Trong giai đoạn chuẩn bị cho SEA Games 27 được tổ chức tại Naypyidaw, Myanmar, Liên đoàn Bóng bàn Việt Nam đã mời Đoàn Kiến Quốc quay lại thi đấu cho đội tuyển nhưng anh đã từ chối với lý do mình đã lớn tuổi, muốn nhường lại cơ hội cho các vận động viên trẻ cũng như muốn dành thời gian để hoàn tất chương trình học ở Đại học Thể dục Thể thao.

#### Thế vận hội

##### Thế vận hội 2004
Tại giải đấu tuyển chọn vận động viên bóng bàn tham dự Olympic Athens 2004 của khu vực Đông Nam Á diễn ra trong hai ngày 16 và 17 tháng 3 năm 2004 tại Nhà thi đấu Cheras, Kuala Lumpur, Malaysia, Đoàn Kiến Quốc đã xuất sắc giành chức vô địch và qua đó đoạt tấm vé duy nhất để góp mặt tại Athens. Anh đã vượt qua tay vợt đồng hương Trần Tuấn Quỳnh ở trận chung kết với tỷ số 4-2. Anh là vận động viên bóng bàn đầu tiên của Việt Nam dự tranh ở một kỳ Thế vận hội.
Tại Thế vận hội 2004, Kiến Quốc đã phải dừng bước ngay ở vòng một nội dung đơn nam khi thất bại trước tay vợt người Ý gốc Trung Quốc Min Yang với tỷ số 1-4 vào ngày 14 tháng 8 năm 2004.

##### Thế vận hội 2008
Cũng giống như ở giải đấu vào năm 2004, tại giải đấu tuyển chọn vận động viên bóng bàn tham dự Thế vận hội Mùa hè 2008 tại Bắc Kinh, Kiến Quốc cũng đã giành chức vô địch và tấm vé duy nhất để lần thứ hai liên tiếp góp mặt ở Thế vận hội sau khi lần lượt vượt qua anh em nhà Sanguasin, Phakpom Sanguasin và Phuchong Sanguasin, của Thái Lan ở bán kết và chung kết.
Anh đã vượt qua tay vợt người Úc David Zalcberg với tỷ số 4-0 ở vòng sơ loại tại Olympic Bắc Kinh 2008 vào ngày 19 tháng 8. Đây cũng là chiến thắng đầu tiên của một tay vợt bóng bàn Việt Nam ở đấu trường Olympic. Khoảng hai giờ đồng hồ sau, Kiến Quốc bước vào vòng một, đối thủ của Kiến Quốc là tay vợt người Pháp Christophe Legoût, tay vợt đã từng xếp hạng 17 thế giới và xếp trên anh đến 171 bậc trên bảng xếp hạng thế giới tại thời điểm đó. Tuy vậy, Kiến Quốc đã thi đấu hết sức tự tin, kiên trì giành giật từng điểm một để giành chiến thắng thuyết phục với tỷ số 4-2. Anh đã không thể tạo nên bất ngờ một lần nữa khi thất thủ trước tay vợt người Nga Alexei Smirnov, tay vợt hạng 29 thế giới tại thời điểm đó, với tỷ số 1-4 vào ngày hôm sau, 20 tháng 8.
Sau màn trình diễn tương đối tốt ở Thế vận hội Mùa hè 2008 tại Bắc Kinh, Đoàn Kiến Quốc đã nhận được một lời đề nghị thi đấu tại Thổ Nhĩ Kỳ cùng Câu lạc bộ Istanbul với mức lương 1000 USD một tháng cùng với việc câu lạc bộ sẽ lo toàn bộ chi phí ăn ở, đi lại của anh trong thời gian thi đấu, tập luyện.

## Cuộc sống cá nhân
Đoàn Kiến Quốc từng là Ủy viên Ban Chấp hành Liên đoàn Bóng bàn Việt Nam. Em trai của Đoàn Kiến Quốc là Đoàn Trọng Nghĩa cũng là một tuyển thủ bóng bàn quốc gia .
Ngày 15 tháng 2 năm 2012, Kiến Quốc kết hôn với cô bạn gái cùng quê Nha Trang sau 7 năm yêu nhau..

## Thành tích
- Bằng khen của Thủ tướng Chính phủ Việt Nam
- Vận động viên tiêu biểu toàn quốc: 1996, 2004, 2008
- Huy chương bạc SEA Games 23 - Nội dung đồng đội nam
- Huy chương vàng SEA Games 25 - Nội dung đôi nam